# Vendredi 13 (album)
Pour les articles homonymes, voir Vendredi 13 (homonymie).
Albums de Julien Clerc
Enregistrement public au Palais des sports
(1977) Pantin 1983
(1983)
Vendredi 13 est un double album live de Julien Clerc sorti en 1981. Cet album a été enregistré le jeudi 12 et le vendredi 13 mars 1981 à Lyon.

## Titres CD 1
| CD 1 - 11 titres | CD 1 - 11 titres                    | CD 1 - 11 titres  | CD 1 - 11 titres | CD 1 - 11 titres | CD 1 - 11 titres | CD 1 - 11 titres | CD 1 - 11 titres | CD 1 - 11 titres | CD 1 - 11 titres |
| No               | Titre                               | Paroles           | Musique          | Durée            |                  |                  |                  |                  |                  |
| ---------------- | ----------------------------------- | ----------------- | ---------------- | ---------------- | ---------------- | ---------------- | ---------------- | ---------------- | ---------------- |
| 1.               | Elle voulait qu'on l'appelle Venise | Étienne Roda-Gil  | Julien Clerc     | 3 min 49 s       |                  |                  |                  |                  |                  |
| 2.               | Je sais que c'est elle              | Étienne Roda-Gil  | Julien Clerc     | 5 min 10 s       |                  |                  |                  |                  |                  |
| 3.               | Ma Doudou                           | Jean-Loup Dabadie | Julien Clerc     | 4 min 02 s       |                  |                  |                  |                  |                  |
| 4.               | Je dors avec elle                   | Étienne Roda-Gil  | Julien Clerc     | 3 min 18 s       |                  |                  |                  |                  |                  |
| 5.               | Danses-y                            | Étienne Roda-Gil  | Julien Clerc     | 3 min 23 s       |                  |                  |                  |                  |                  |
| 6.               | Week-end                            | Luc Plamondon     | Julien Clerc     | 3 min 29 s       |                  |                  |                  |                  |                  |
| 7.               | Elle faisait la la la               | Jean-Loup Dabadie | Julien Clerc     | 3 min 46 s       |                  |                  |                  |                  |                  |
| 8.               | La petite sorcière malade           | Étienne Roda-Gil  | Julien Clerc     | 5 min 28 s       |                  |                  |                  |                  |                  |
| 9.               | Ivanovitch                          | Maurice Vallet    | Julien Clerc     | 3 min 18 s       |                  |                  |                  |                  |                  |
| 10.              | L'assassin assassiné                | Jean-Loup Dabadie | Julien Clerc     | 6 min 40 s       |                  |                  |                  |                  |                  |
| 11.              | Ma préférence                       | Jean-Loup Dabadie | Julien Clerc     | 3 min 26 s       |                  |                  |                  |                  |                  |
| 45 min 42 s      |                                     |                   |                  |                  |                  |                  |                  |                  |                  |

## Titres CD 2
| CD 2 - 10 titres | CD 2 - 10 titres                   | CD 2 - 10 titres | CD 2 - 10 titres                 | CD 2 - 10 titres | CD 2 - 10 titres | CD 2 - 10 titres | CD 2 - 10 titres | CD 2 - 10 titres | CD 2 - 10 titres |
| No               | Titre                              | Paroles          | Musique                          | Durée            |                  |                  |                  |                  |                  |
| ---------------- | ---------------------------------- | ---------------- | -------------------------------- | ---------------- | ---------------- | ---------------- | ---------------- | ---------------- | ---------------- |
| 1.               | This Melody                        | Étienne Roda-Gil | Julien Clerc                     | 4 min 10 s       |                  |                  |                  |                  |                  |
| 2.               | Macumba                            | Étienne Roda-Gil | Julien Clerc                     | 5 min 10 s       |                  |                  |                  |                  |                  |
| 3.               | Poissons morts                     | Étienne Roda-Gil | Julien Clerc                     | 4 min 06 s       |                  |                  |                  |                  |                  |
| 4.               | Jungle queen                       | Maurice Vallet   | Julien Clerc                     | 3 min 47 s       |                  |                  |                  |                  |                  |
| 5.               | Travailler c'est trop dur          | Traditionnel     | Zachary Richard                  | 3 min 50 s       |                  |                  |                  |                  |                  |
| 6.               | Quand je joue                      | Luc Plamondon    | Julien Clerc                     | 5 min 12 s       |                  |                  |                  |                  |                  |
| 7.               | So fine                            | Johnny Otis      | Johnny Otis                      | 3 min 59 s       |                  |                  |                  |                  |                  |
| 8.               | Mangos                             | Serge Gainsbourg | Julien Clerc                     | 7 min 17 s       |                  |                  |                  |                  |                  |
| 9.               | La quête (Adaptation Jacques Brel) | Joe Darion       | Mitch Leigh                      | 3 min 15 s       |                  |                  |                  |                  |                  |
| 10.              | Jaloux de tout                     | Étienne Roda-Gil | Julien Clerc - Christian Padovan | 6 min 17 s       |                  |                  |                  |                  |                  |
| 48 min 18 s      |                                    |                  |                                  |                  |                  |                  |                  |                  |                  |

## Musiciens
- Piano : Julien Clerc
- Guitares électrique et acoustique : Joe E.Wright
- Basse et Vocal : Christian Padovan
- Batterie : Marty Simon
- Claviers - Fender Rhodes - Piano Wurlitzer : Gérard Bikialo
- Piano - Synthétiseur : Jean-Alain Roussel

## Technique
- Ingénieur du son : Paul Scemama et Jean-Alain Roussel
- Studio mobile : Mobile One
- Mixage : Studio Ferber
- Assistant mixage : Nicolas Debruel
- Direction artistique et direction musicale : Jean-Alain Roussel